# Johann Duhaupas
Johann Duhaupas est un boxeur français né le 5 février 1981 à Abbeville.

## Carrière
Johann Duhaupas voit le jour le 5 février 1981 dans le quartier de Rouvroy à Abbeville. Il est le dernier fils d'une fratrie de 4 enfants. Débutant la boxe amateur à 19 ans dans sa ville natale, Abbeville, il enchaîne 9 premiers combats victorieux et atteint la finale des championnats de France en 2002. Après une année en équipe olympique et une courte carrière amateur (15 combats), Duhaupas passe professionnel en 2004. Il grimpe dans les classements internationaux en remportant plusieurs combats et titres à l'étranger sans avoir pourtant décroché le titre national, ce qu'il rectifiera un peu plus tard en devenant champion de France des poids lourds le 22 juin 2013 après sa victoire par KO au 4e round contre Fabrice Aurieng.
Le 19 octobre suivant, il s'empare de la ceinture de l'Union européenne EBU-EU aux dépens de Jarno Rosberg, également par KO au 4e round. Duhaupas s'incline en revanche aux points face à l'Allemand Erkan Teper pour le titre inter-continental IBF de la catégorie en 2015 puis bat aux points 1 mois plus tard à Moscou Manuel Charr, ancien challenger mondial de Vitali Klitschko, le 10 avril 2015.
Le 26 septembre 2015, il affronte l'Américain Deontay Wilder pour le titre mondial WBC, avec seulement 5 semaines de préparation. Le Français avance et fait du bon travail dans le combat de près, mais le champion touche plus souvent avec plus de précision à distance, bien que ses coups ne soient pas suffisants pour envoyer le Français au tapis. Une rafale de coups de Wilder au 11e pousse toutefois l'arbitre à arrêter le combat, Johann connait sa 3e défaite.
Le 2 avril 2016 néanmoins, il se relance en battant le Finlandais jusqu'alors invaincu, Robert Helenius, l'ayant envoyé deux fois à terre, remportant le combat par KO au 6e round. Il décroche la ceinture WBC Silver.
Le 17 décembre de la même année, il affronte Aleksandr Povetkin, prévenu seulement une dizaine d'heures à l'avance. Alors que Duhaupas était alors en vacances et présent en tant que spectateur du combat prévu, l'adversaire initial du Russe, Bermane Stiverne, s'est retiré à la suite d'un test antidopage positif de Povetkin. Les organisateurs ne souhaitant pas annuler le combat, Stiverne est donc remplacé par Duhaupas. Le Français impressionne, mais s'incline à la toute fin du sixième round par KO.
Après ce combat, Duhaupas remporte le titre WBA international à Levallois Perret contre Newfel Ouatah par KO au 9e round le 14 décembre 2017. Le 28 avril 2018, il affronte l’américain invaincu Jarell Miller, numéro 3 mondial, à New-York, où il perd aux points au terme des 12 reprises. Il ne combat qu'une fois en 2019, le 25 octobre, et bat par KO le double champion du Mexique Luis Pascual.
Le 25 septembre 2020 il affronte Tony Yoka. Mis au tapis au 1re round, il se relève, mais retourne au tapis. Il perd ce combat par arrêt de l’arbitre dès ce round, contestant cette décision car il n’a pas été compté alors qu’il se déclarait tout à fait conscient. Le 21 mai 2022, il est battu par le Kazakh Zhan Kossobutskiy, et annonce à la suite de cela mettre un terme à sa carrière de boxeur, à 41 ans.
En mars 2025,il annonce via plusieurs médias,,, réclamer une importante somme d’argent (350 000 euros) à son ancien manager (sans le citer directement), ce dernier ne lui aurait jamais versé une partie de ses gains suite à deux combats.

## Titres professionnels boxe anglaise

### Titres régionaux/internationaux
- Champion poids lourds WBA International (2017-2018)
- Champion poids lourds WBC Silver (2016)
- Champion de l'union européenne poids lourds EBU-EU (2013-2014)
- Champion de France poids lourds (2013)
- Champion poids lourds WBA Fedebol (2011)
- Champion poids lourds d'Amérique du Sud (2011)
- Champion poids lourds WBC Mediterranean (2010)